# Petr Ševčík
Petr Ševčík (ur. 2 maja 1994 w Jesioniku) – czeski piłkarz grający na pozycji środkowego pomocnika. Od 2019 jest zawodnikiem klubu Slavia Praga.

## Kariera piłkarska
Swoją karierę piłkarską Ševčík rozpoczął w klubie Sigma Ołomuniec. W 2014 roku awansował do kadry pierwszej drużyny. Zadebiutował w niej w czeskiej pierwszej lidze 11 maja 2014 w przegranym 0:5 wyjazdowym meczu ze Spartą Praga. W sezonie 2013/2014 spadł z Sigmą do drugiej ligi. Na sezon 2014/2015 został wypożyczony do innego drugoligowca, SFC Opava, w którym swój debiut zaliczył 2 sierpnia 2014 w wygranym 3:2 wyjazdowym meczu z MFK Frýdek-Místek.
Latem 2016 Ševčík przeszedł do Slovana Liberec. Swój debiut w Slovanie zanotował 31 lipca 2016 w przegranym 0:3 wyjazdowym spotkaniu z FK Mladá Boleslav. W Slovanie występował przez 2,5 roku.
W styczniu 2019 Ševčík odszedł do Slavii Praga. Swój debiut w Slavii zaliczył 9 lutego 2019 w wygranym 2:0 domowym meczu z FK Teplice. W sezonie 2018/2019 zdobył ze Slavią dublet – mistrzostwo i Puchar Czech, a w sezonie 2019/2020 wywalczył ze Slavią mistrzostwo Czech.
| Sezon   | Klub            | Kraj   | Rozgrywki | Mecze | Gole |
| ------- | --------------- | ------ | --------- | ----- | ---- |
| 2013/14 | Sigma Ołomuniec | Czechy | 1. Liga   | 1     | 0    |
| 2014/15 | Sigma Ołomuniec | Czechy | 2. Liga   | 1     | 0    |
| 2014/15 | SFC Opava       | Czechy | 2. Liga   | 13    | 4    |
| 2015/16 | Sigma Ołomuniec | Czechy | 1. Liga   | 12    | 2    |
| 2016/17 | Slovan Liberec  | Czechy | 1. Liga   | 22    | 0    |
| 2017/18 | Slovan Liberec  | Czechy | 1. Liga   | 20    | 1    |
| 2018/19 | Slovan Liberec  | Czechy | 1. Liga   | 17    | 1    |
| 2018/19 | Slavia Praga    | Czechy | 1. Liga   | 5     | 0    |
| 2019/20 | Slavia Praga    | Czechy | 1. Liga   | 24    | 6    |
| 2020/21 | Slavia Praga    | Czechy | 1. Liga   | 15    | 0    |

## Kariera reprezentacyjna
Ševčík występował w młodzieżowych reprezentacjach Czech na różnych szczeblach wiekowych – U-17, U-18, U-19, U-20 i U-21. Z kadrą U-21 wystąpił w 2017 roku na Mistrzostwach Europy U-21. 14 listopada 2019 zadebiutował w reprezentacji Czech w wygranym 2:1 meczu eliminacji do Euro 2020 z Kosowem, rozegranym w Pilźnie. W 76. minucie tego meczu zmienił Lukáša Masopusta.